# Norddeutscher Markgrafenkrieg
Der norddeutsche Markgrafenkrieg, auch Sundischer Krieg, dauerte von 1308 bis 1317 und stellte eine Auseinandersetzung um die Vorherrschaft im südlichen Ostseeraum dar. Beteiligt waren das Königreich Dänemark, die norddeutschen Fürstenhäuser Mecklenburg, Pommern und der Deutsche Orden auf der einen, sowie die Mark Brandenburg unter den Askaniern und die Hansestädte Wismar, Rostock und Stralsund auf der anderen Seite.

## Verlauf
Nach dem Ende der dänischen Lehnshoheit nach der Schlacht bei Bornhöved über das Herzogtum Pommern erhob die Markgrafschaft Brandenburg der Askanier Ansprüche auf die Lehnshoheit über Pommern und nach dem Tod von König Przemysław II. von Polen im Jahr 1296 auch auf Pommerellen. Diese Ansprüche wurden vom Kaiser unterstützt. Die Folge war ein Krieg zwischen dem Herzog von Pommern Bogislaw IV. und dem Markgrafen von Brandenburg.
Auch der dänische König  Erik VI., der darauf bedacht war, seine Einflusssphäre im südlichen Ostseeraum zu halten, stand so im Widerspruch zu den Markgrafen von Brandenburg, die sich 1307 durch eine Allianz mit dem örtlichen Adelsgeschlecht der Swenzonen einen Ostseezugang erkämpft hatten. Auf dänischer Seite wurde der rügische Fürst Wizlaw III. in den Kampf mit hineingezogen.
Auf Seiten Brandenburgs standen die mecklenburgischen und pommerschen Hansestädte, welche ihre Unabhängigkeit gegenüber den Landesfürsten und dem dänischen König erreichen wollten.
1308 brach der Markgrafenkrieg aus: Otto IV. und sein Cousin und Mitregent Hermann fielen in Mecklenburg ein, besetzen Teile des Landes und bauten bei der Siedlung Lübz die Eldenburg. Waldemar, nach dem Tod Ottos und Hermanns noch im selben Jahr alleiniger Markgraf von Brandenburg, eroberte 1308 Danzig, um seine Ansprüche auf Pommerellen zu bekräftigen. Dies rief jedoch eine militärische Intervention des Deutschen Ordens hervor, gegen den er sich nicht behaupten konnte. Im Vertrag von Soldin von 1309 erwarb der Deutsche Orden Waldemars Ansprüche an Pommerellen mit Danzig.
Im Jahr 1310 zog Heinrich II. von Mecklenburg gegen die Hansestädte Wismar und Rostock. Auslöser war die Weigerung Wismars, die Hochzeit von Heinrichs Tochter Mechthild mit dem Herzog Otto zu Braunschweig-Lüneburg in der Stadt zu veranstalten. Schon 1311 unterwarf sich Wismar und Heinrich II. zog gegen Rostock. Am 15. Dezember 1312 wurde Rostock nach heftiger Gegenwehr eingenommen. Bei Heinrichs Pilgerzug 1313 nach Madonna della Rocca erhob sich Rostock, wurde aber am 12. Januar 1314 schnell eingenommen.
Die Hansestadt Stralsund, unter dem Eindruck der Eroberung Rostocks durch Heinrich II., konnte sich 1313 durch Geldzahlungen und den Verzicht auf Privilegien von einer drohenden Invasion dänischer, mecklenburgischer und weiterer verbündeter Truppen freikaufen. Die Stadt verbündete sich 1314 mit Waldemar von Brandenburg. Im Jahr 1316 belagerte ein Heer unter dem Herzog Erich I. von Sachsen-Lauenburg Stralsund. Die Stadt konnte sich bei einem nächtlichen Ausfall befreien und den Herzog gefangen nehmen. Auch die Belagerungsflotte erlitt große Verluste.
In die Endphase der kriegerischen Auseinandersetzungen kam noch, nach dem Tod der Markgrafentochter Beatrix im Jahr 1314, der Erbschaftsstreit der Brandenburger mit Heinrich II. um die Herrschaft Stargard. Waldemar, der in das Land Stargard eingefallen war, erlitt 1315 in der Schlacht bei Gransee eine entscheidende Niederlage gegen Heinrich.

## Ergebnisse
Im Templiner Frieden vom 25. November 1317 bekam Mecklenburg die Herrschaft Stargard endgültig zugesprochen. Brandenburg musste die Eldenburg und die anderen besetzten Gebiete in Mecklenburg wieder räumen. Mit dem Abtritt der Lande Stolp, Schlawe und Rügenwalde an Pommern verlor es seinen Ostseezugang, der ihm für die folgenden Jahrhunderte (bis 1648) verwehrt blieb. Dennoch erhob es auch weiterhin den Anspruch der Lehnsherrschaft über ganz Pommern, was bei dessen Herzögen auf Widerstand stieß. Die tiefen Gegensätze mit der Markgrafschaft blieben auch nach dem Erlöschen des Hauses der Askanier in Brandenburg (Waldemar starb 1319, sein unmündiger Vetter Heinrich im Jahr darauf) bestehen und führten 1329 zum Pommersch-Brandenburgischen Krieg. 
Die norddeutschen Fürsten erhielten ihre Unabhängigkeit von Dänemark. Der dänische König verlor seinen Einfluss auf das Fürstentum Rügen (bis 1325) und die Herrschaft Rostock (bis 1312). Die Hansestadt Stralsund erhielt weitreichende Privilegien. Der rügische Fürst Wizlaw III. verkaufte der Stadt seine Münze und verpfändete ihr die fürstlichen Zölle und die Gerichtsbarkeit. Die Städte Wismar und Rostock konnten sich dem landesherrschaftlichen Einfluss nicht mehr entziehen. Der Deutsche Orden gewann den größten Teil Pommerellens mit der Hauptfeste Danzig.